# Салон независних
Салон независних (фр. Salon des Indépendants), годишња изложба Друштва независних умјетника (Société des Artistes Indépendants), која се одржава у Паризу од 1884. године. Током револуционарног развоја сликарства у Француској с краја 19. вијека, и умјетници и јавност су постајали све незадовољнији крутом и ексклузивистичком политиком званичног Салона, умјетничке изложбе која се спорадично одржавала између 1667 и 1773. године, а затим сваке године у организацији Краљевске академије сликарства (Académie Royale de Peinture), која је имала скоро потпуну контролу над наставом и излагањем умјетности још од 1661. године. 
Године 1863. одржан је први Салон одбијених (Salon des Refusés) за иновативне умјетнике чије је радове званични Салон одбио. Салон из 1880. године је одбио већину радова импресионистичких, неоимпресионистичких и постимпресионистичких сликара. Као одговор, импресионисти су 1883. организовали други Салон одбијених. До 1884. године основано је Друштво независних умјетника (Société des Artistes Indépendants) за организацију изложби које би прихватиле рад сваког умјетника који је желио да учествује. Прва изложба групе, одржана у павиљону града Париза, укључивала је слике Одилона Редона, Анрија Едмона Кроса, Пола Сињака, Пола Сезана, Пола Гогена, Анрија Тулуз-Лотрека, Винсента ван Гога и Жоржа Сераа, чије је Купаче у Анријеу (1883–84) те године Салон одбио. До 1905. на овој изложби су излагали Анри Русо, Пјер Бонар, Анри Матис и други фовисти. 
Салон независних, који се од 1950. године одржава у Великој палати (Grand Palais) у Паризу, имао је око 3000 чланова на прелазу у 21. вијек. Многи умјетници који су на њему учествовали су добили признање за своју улогу у авангардним покретима с почетка 20. вијека. Салон независних је данас само један од сајмова за нову  умјетност у Паризу, заједно са Јесењим салоном (Salon d'Automne), Мајским салоном (Salon de Mai), Салоном младих сликара (Salon de la Jeune Peinture) и Салоном нових реалности (Salon des Réalités Nouvelles), између осталих. 